# Sinal de cedência de passagem

Sinal de cedência de passagem utilizado em Portugal, Espanha e em outros países europeus.

Sinal de cedência de passagem, também designado no Brasil por dê a preferência é um sinal de trânsito que, de acordo com o Código da Estrada em vigor em Portugal obriga o condutor a ceder a passagem a todos os veículos que circulem na via a que se aproxima. Este sinal, ao contrário do sinal de pare, não obriga à paragem do veículo antes de avançar. O sinal é utilizado em particular nas rotundas e nas entradas das autoestradas, locais onde não é legalmente possível a utilização do sinal de pare.

## Galeria de sinais

Norma internacional
Cuba, Finlândia, Grécia, Islândia, Polónia, Suécia, Vietname
SCAU (1977-1993)

### Sinais com diagramas

Ceda a passagem na estrada principal Kuwait
Ceda a passagem na tranvia República Checa
Ceda a passagem aos peões África do Sul
Ceda a passagem na rotunda Austrália, Nova Zelândia, Samoa
Ceda a passagem na rotunda África do sul
Ceda a passagem na rotunda Canadá
Ciclistas devem ceder a passagem Bélgica
Ceda a passagem aos peões Estados Unidos